# Jim McCarthy
Jim McCarthy, né James Stephen McCarthy le 30 juin 1924 à Cork et mort le 21 avril 2015, est un joueur de rugby à XV irlandais évoluant au poste de troisième ligne aile. Il a joué 28 matches avec l'équipe d'Irlande de 1948 à 1955.
Il remporte le Grand chelem en 1948 au sein d'une brillante équipe qui gagne deux fois encore le Tournoi en 1949 et 1951.

## Équipe nationale
Il a sa première cape internationale le 1er janvier 1948 avec l'équipe d'Irlande, à l’occasion d’un match du Tournoi face à l'équipe de France. Son dernier match a lieu le 12 février 1955 contre les Anglais.
Il participe au Tournoi des Cinq Nations de 1948 à 1955 sans rater une édition, huit en tout.

## Palmarès
- 28 sélections et 4 fois capitaine
- 8 essais
- 24 points
- Sélections par année : 4 en 1948, 4 en 1949, 1 en 1950, 5 en 1951, 4 en 1952, 3 en 1953, 5 en 1954, 2 en 1955
- Tournois des Cinq Nations disputés: : 1948, 1949, 1950, 1951, 1952, 1953, 1954, 1955.